# Rodrigo de Villandrando (peintre)

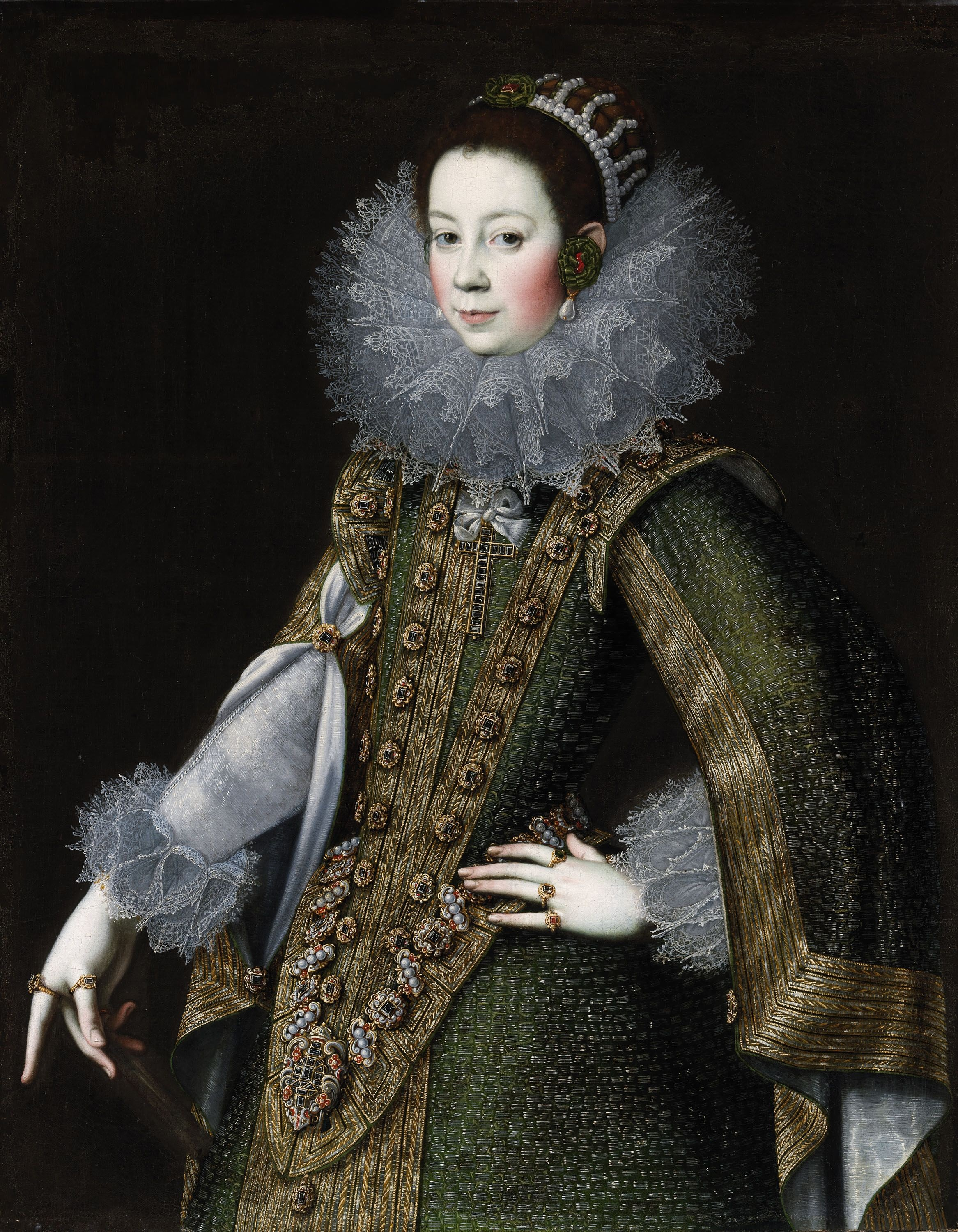
Doña Juana de Salinas, National Gallery of Ireland, Dublín.

Ne pas confondre avec Rodrigo de Villandrando (chef de bande au XVe siècle)
Pour les articles homonymes, voir Villandrando.
Rodrigo de Villandrando (Madrid, 1588 - íbid., décembre 1622) est un peintre de cour espagnol.

## Biographie
Né du mariage entre Antonio de Villandrando, musicien de la chambre du roi, et Catherine de la Serna, il travaille dès l'enfance dans l'atelier de Juan Pantoja de la Cruz comme apprenti, en gardant une très bonne relation avec son professeur jusqu'à la mort de celui-ci. Dans les années suivantes, Villandro travaille avec Bartolomé González, autre artiste de l'atelier de Pantoja de la Cruz. Il acquiert bientôt sa propre clientèle composée presque exclusivement de dames qu'il peint avec élégance. Sa renommée se répand si bien qu'il est amené à peindre la famille royale, comme en témoignent ses œuvres exposées au monastère de l'Incarnation à Madrid et les toiles du musée du Prado.
On sait que Villandrando entretient des relations étroites avec divers personnages de la cour, ce qui lui permet d'obtenir une situation économique confortable. Il obtient le titre d'« huissier de chambre », poste occupé par Diego Velázquez après la mort de Villandrando. Non seulement pratique-t-il le portrait de cour, mais on connaît aussi certaines peintures religieuses de sa main.

## Sélection de tableaux
- Philippe III en habit de cour (monastère de l'Incarnation, Madrid)
- Marguerite d'Autriche, reine d'Espagne (monastère des Déchaussées royales, Madrid)
- Philippe IV avec le nain Soplillo (1620-21, musée du Prado, Madrid)
- Portrait du cardinal-infant Don Fernando (1620-21, monastère de l'Incarnation, Madrid)
- Portrait de la infante Marie d'Autriche, reine de Hongrie (1620-21, monastère de l'Incarnation, Madrid)
- Portrait de Isabel de Borbón (1620, musée du Prado)
- Portrait de Doña Juana de Salinas (1622, National Gallery of Ireland, Dublín)
- Portrait de dame inconnue, peut-être Isabel de Borbón (collection privée)
- Portrait de dame (musée Lázaro Galdiano, Madrid)
- Portrait de cavalier (collection privée)